# Eparchie chmelnycká
Eparchie chmelnycká je eparchie ukrajinské pravoslavné církve Moskevského patriarchátu.

## Území a titul biskupa
Zahrnuje správní hranice území Viňkiveckého, Voločyského, Deražeňského, Krasylivského, Letyčivského, Starokosťantynivského, Starosyňavského, Chmelnyckého a Jarmolyneckého rajónu Chmelnycké oblasti.
Eparchiálnímu biskupovi náleží titul biskup chmelnycký a starokosťantynivský.

## Historie
V letech 1921-1932 existoval proskurivský vikariát podolské eparchie.
Samostatná eparchie byla zřízena roku 1955.

## Seznam biskupů

### Proskurivský vikariát podolské eparchie
- 1921–1923 Valerián (Rudyč)
- 1928–1932 Dymytrij (Halyckyj)

### Eparchie podolská (sídlo v Proskurivu)
- 1946–1948 Pankratij (Kašperuk)
- 1948–1951 Varlaam (Borysevyč)
- 1951–1953 Anatolij (Busel)
  - 1954–1955 Andrij (Suchenko) dočasný správce

### Eparchie chmelnycká
- 1955–1956 Varlaam (Borysevyč)
- 1956–1961 Ilarion (Kočerhin)
- 1961–1962 Ignatij (Demčenko)
  - 1964–1990 eparchie spravována vinnyckými biskupy
- 1990–1990 Feodosij (Dykun)
- 1990–1992 Nyfont (Soloducha)
- 1992–1993 Pytyrym (Starynskyj)
- 1993–2023 Antonij (Fialko)
- od 2023 Viktor (Kocaba)